# Litoral del San Juan
Litoral del San Juan é um município da Colômbia, localizado no departamento de Chocó.